# 中原忠男
中原 忠男（なかはら ただお、1943年 - ）は、山口県下関市出身の日本の教育学者。環太平洋大学次世代教育学部教授・同大学長。

## 人物
山口県下関市出身。
数学教育学の権威の一人として知られ、主に小学校の算数教育を専門とする。

## 略歴
- 広島大学大学院教育学研究科博士課程修了。教育学博士。
- 山口大学助手
- 広島大学教育学部助教授
- 同教授
- 同大学院教育学研究科教授（この間、附属小学校校長を2年、研究科長を2年間歴任）
- 2007年 - 環太平洋大学次世代教育学部教授・同大学長特別補佐
- 2009年 - 同教授・同大副学長
- 2012年 - 同教授・同大学長[1]

## 関連人物
- 伊藤卓…横浜国立大学名誉教授
- 清水康敬…メディア教育開発センター理事長
- 木村捨雄…鳴門教育大学名誉教授
- 無藤隆…白梅学園大学子ども学部教授（前・学長）